# Ahmad I al-Jabir Al Sabah
Aḥmad I al-Jābir Āl Ṣabāḥ (in arabo ﺍﺣﻤﺪ اﻟﺠﺎﺑﺮ آل صباح‎?; Al Kuwait, 1885 – Al Kuwait, 29 gennaio 1950) è stato uno sceicco kuwaitiano in carica dal 29 marzo 1921 al 29 gennaio 1950.

## Biografia
Figlio primogenito di Jābir II Āl Ṣabāḥ, Aḥmad al-Jābir Āl Ṣabāḥ salì al potere dopo la morte dello zio Sālim I al-Mubārak Āl Ṣabāḥ nel 1921.
Durante il suo regno i confini del Kuwait vennero completamente ridisegnati in un incontro che si tenne a Uqayr con il rappresentante del protettorato britannico nell'area, sir Percy Cox. Le decisioni prese in questo accordo, ad ogni modo, non furono favorevoli allo sceicco in quanto circa un terzo dei territori del Kuwait vennero ceduti ad ʿAbd al-ʿAzīz ibn ʿAbd al-Raḥmān, governante del Najd (attuale Arabia Saudita) e questo incrinò notevolmente le decennali ottime relazioni tra Kuwait e Regno Unito.
Si sposò 15 volte ed ebbe 28 figli, 10 maschi e 18 femmine. Una delle sue mogli era Hatice Şükriye Sultan, una principessa ottomana nipote del Sultano Abdülaziz. 
Egli morì al palazzo di Dasman nel 1950 e due dei suoi figli furono poi suoi successori.

## Onorificenze
fonte: